# Vlčí kámen
Der Vlčí kámen (deutsch Wolfsstein) ist der Gipfelpunkt eines langgestreckten Bergrückens im Hornoslavkovská vrchovina (dt. Schlaggenwalder Bergland) im tschechischen Karlovarský kraj (Karlsbader Region). Der Gipfel befindet sich im Okres Cheb (Bezirk Eger), während sich der Bergrücken auch in den Okres Sokolov (Bezirk Falkenau an der Eger) hinein erstreckt.

## Lage
Der höchste Punkt des etwa acht Kilometer langen Höhenzugs ist ein Aufschluss, also eine frei stehende Felsformation aus Serpentinit, die in der Form an einen liegenden Wolf erinnert und daher namensgebend ist. Die waldreiche Anhöhe gehört zum Slavkovský les (dt. Kaiserwald) und verläuft in Nordost‑Südwest-Richtung zwischen den Rodungen um die Dörfer Prameny (dt. Bad Sangerberg) unterhalb des Nordhangs sowie Sítiny (dt. Rauschenbach) und Mnichov (dt. Einsiedl) im Süden.
Im Westen liegt ungefähr 4,5 Kilometer vom Gipfel entfernt und mitten im Wald die kleine Siedlung Kladská (dt. Glatzen), die rund um ein 1873 von Fürst Otto Friedrich von Schönburg-Waldenburg gegründetes Jagdhaus entstanden ist. Nach Nordosten hin fällt die Höhe auf einer Strecke von gut zwei Kilometern nur wenig, dann wird der Grat von einem etwa 160 Meter tiefer liegenden Sattel unterbrochen. Danach steigt das Gelände wieder auf 800 Meter an, um südlich von Nová Ves u Sokolova (dt. Neudorf bei Tepl) wieder die Höhenlinie des Sattels auf 700 Meter Seehöhe zu erreichen.

## Geologie
Das Gebiet ist Teil des sogenannten Marienbader Metabasit-Komplexes, der die größte Anhäufung metamorphosierter basischer Gesteine innerhalb der Böhmischen Masse darstellt. Der geologische Aufbau des Berges besteht aus Grünschiefer und Serpentinitgestein, das an vielen Stellen in Aufschlüssen zutage tritt. Der Kamm ist für reiche Vorkommen von Opal und Aktinolith (Strahlstein) mit Kristallen von bis zu 15 Zentimeter Länge und typisch grüner Färbung bekannt. Außerdem wird Silber gefunden und von Prameny bis Kladská erstreckt sich eine der größten Zinn-Seifen des Landes.

## Hydrologie
Im Westen, unter dem Králův kámen (dt. Königstein), liegt das ausgedehnte Torfmoorgebiet Kladské rašeliny (dt. Glatzener Moor), das über mehrere Bachläufe entwässert wird; zwei davon fließen am Fuß des Vlčí hřeben in östliche Richtung. Auf der Nordseite ist dies der Pramenský potok (dt. Rodabach). Nachdem er Prameny hinter sich gelassen hat, wechselt der kleine Fluss in einer sumpfigen Aue am bereits genannten Sattel auf die Südseite. Hier mündet aus Südwest kommend der Mnichovský potok (dt. Schöppelbach), der zuvor das Wasser vom Südhang aufgenommen hat. Der so verstärkte Rodabach setzt seinen Lauf auf der Nordseite fort und fließt nach einer scharfen Richtungsänderung an Mnichov vorbei in vielen Bachschleifen nach Südosten der Teplá zu. Diese ist wiederum ein Nebenfluss der Eger, die ebenso wie die anderen genannten Gewässer zum Flusssystem Elbe → Nordsee gehört.

## Flora, Fauna und Naturschutz
Als Teil des Kaiserwaldes gehört das Gebiet zum Geopark Bayern-Böhmen (tschechisch Geopark Bavorsko-Čechy), an den Hängen gibt es eine Anzahl kleinerer Naturreservate:
| Vlček              | Das Naturschutzgebiet rund um den Gipfel wurde bereits 1966 gegründet. Der Grund für den Schutz ist der natürliche Kiefernwald, der auf einem besonderen Bodensubstrat wächst. Charakteristisch für Serpentinite ist das Fehlen von Kalzium sowie der geringe Stickstoff- und Phosphorgehalt. Auf der anderen Seite besitzt der Boden bedingt durch die Verwitterung des Serpentins hohe Anteile an Magnesium, Chrom und Kobalt. Diese Faktoren beeinflussen die Vegetation stark und bringen eine bemerkenswerte Pflanzenwelt hervor. Zwar dominiert die Waldkiefer (Pinus sylvestris), doch dazwischen wachsen seltene Pflanzen wie Busch-Nelke (Dianthus sylvaticus), Schneeheide (Erica carnea) und Türkenbund (Lilium martagon). An trockeneren Stellen findet man Buchs-Kreuzblume (Polygala chamaebuxus) und Tannenbärlapp (Huperzia selago); in Felsspalten die Streifenfarnarten Asplenium adulterinum und Asplenium cuneifolium. Auf den bewaldeten und felsigen Flächen leben viele Arten von Wildtieren, darunter die stark gefährdete Erdkröte (Bufo bufo) oder Vögel, wie etwa der Ziegenmelker (Caprimulgus europaeus) und der Uhu (Bubo bubo). | Das Naturschutzgebiet rund um den Gipfel wurde bereits 1966 gegründet. Der Grund für den Schutz ist der natürliche Kiefernwald, der auf einem besonderen Bodensubstrat wächst. Charakteristisch für Serpentinite ist das Fehlen von Kalzium sowie der geringe Stickstoff- und Phosphorgehalt. Auf der anderen Seite besitzt der Boden bedingt durch die Verwitterung des Serpentins hohe Anteile an Magnesium, Chrom und Kobalt. Diese Faktoren beeinflussen die Vegetation stark und bringen eine bemerkenswerte Pflanzenwelt hervor. Zwar dominiert die Waldkiefer (Pinus sylvestris), doch dazwischen wachsen seltene Pflanzen wie Busch-Nelke (Dianthus sylvaticus), Schneeheide (Erica carnea) und Türkenbund (Lilium martagon). An trockeneren Stellen findet man Buchs-Kreuzblume (Polygala chamaebuxus) und Tannenbärlapp (Huperzia selago); in Felsspalten die Streifenfarnarten Asplenium adulterinum und Asplenium cuneifolium. Auf den bewaldeten und felsigen Flächen leben viele Arten von Wildtieren, darunter die stark gefährdete Erdkröte (Bufo bufo) oder Vögel, wie etwa der Ziegenmelker (Caprimulgus europaeus) und der Uhu (Bubo bubo). |
| Smraďoch           | Der Stinker ist ein einzigartiges Waldtorfmoor südlich des Gipfels. Hier tritt an einer Bruchlinie im Amphibolit des Marienbader Ultrabasit-Komplexes gasdurchsetztes Grundwasser aus. Es ist vor allem der Gehalt an Schwefelwasserstoff (H2S), der unter bakterieller Mitwirkung im reduzierenden Milieu des Torfmoores gebildet wird und für den penetranten Geruch nach faulen Eiern verantwortlich ist. Aus vielen Ritzen und kleinen Spalten, sogenannten Mofetten strömt Kohlendioxid (CO2) aus, das juvenilen Ursprungs ist, d. h., es stammt aus großen Erdtiefen, sprich dem Erdmantel. Es ist quasi das letzte Zeugnis der früheren tektonischen Prozesse in diesem Gebiet. Das farb- und geruchlose Gas ist schwerer als Luft und daher schuld, dass hier fast nur Pflanzen überleben und kaum Tiere vorkommen. In der Vergangenheit wurde hier Torf für die Kuranwendungen im nahen Marienbad (tschechisch Mariánské Lázně) gestochen. Diese Nutzung wurde jedoch schon 1853 beendet und man überließ das Moor wieder sich selbst. Danach haben sich hier viele geschützte Pflanzen angesiedelt, wie z. B. Gewöhnliche Moosbeere (Vaccinium oxycoccos) und die beiden fleischfressenden Pflanzen Gemeines Fettkraut (Pinguicula vulgaris) und Rundblättriger Sonnentau (Drosera rotundifolia). (GPS-Daten) | Der Stinker ist ein einzigartiges Waldtorfmoor südlich des Gipfels. Hier tritt an einer Bruchlinie im Amphibolit des Marienbader Ultrabasit-Komplexes gasdurchsetztes Grundwasser aus. Es ist vor allem der Gehalt an Schwefelwasserstoff (H2S), der unter bakterieller Mitwirkung im reduzierenden Milieu des Torfmoores gebildet wird und für den penetranten Geruch nach faulen Eiern verantwortlich ist. Aus vielen Ritzen und kleinen Spalten, sogenannten Mofetten strömt Kohlendioxid (CO2) aus, das juvenilen Ursprungs ist, d. h., es stammt aus großen Erdtiefen, sprich dem Erdmantel. Es ist quasi das letzte Zeugnis der früheren tektonischen Prozesse in diesem Gebiet. Das farb- und geruchlose Gas ist schwerer als Luft und daher schuld, dass hier fast nur Pflanzen überleben und kaum Tiere vorkommen. In der Vergangenheit wurde hier Torf für die Kuranwendungen im nahen Marienbad (tschechisch Mariánské Lázně) gestochen. Diese Nutzung wurde jedoch schon 1853 beendet und man überließ das Moor wieder sich selbst. Danach haben sich hier viele geschützte Pflanzen angesiedelt, wie z. B. Gewöhnliche Moosbeere (Vaccinium oxycoccos) und die beiden fleischfressenden Pflanzen Gemeines Fettkraut (Pinguicula vulgaris) und Rundblättriger Sonnentau (Drosera rotundifolia). (GPS-Daten) |
| Planý vrch         | Das Naturschutzreservat Einsiedler Heide besteht seit 1996. Die Naturschönheit des Gebiets um diesen Nebengipfel ist schon im Namen zutreffend beschrieben, denn „planý“ bedeutet „wild“. Bis ins erste Viertel des 20. Jahrhunderts wurde hier Serpentinit abgebaut. Die Reste der alten Steinbrüche wurden aber längst wieder von einer Pflanzengesellschaft zurückerobert, die sich auf diesen Untergrund spezialisiert hat. Der größte Teil des Reservats wird von alten Serpentinit–Kiefer–Beständen bedeckt. Dazwischen wächst Gemeiner Wacholder (Juniperus communis) und neben verschiedenen Streifenfarnen (Asplenium), unter anderem der Braunstielige Streifenfarn (Asplenium trichomanes), kommen Schneeheide, Berg-Segge (Carex montana), Zwergbuchs (Polygala chamaebuxus) und eine Unterart der Acker-Witwenblume (Knautia arvensis subsp. serpentinicola) vor. (GPS-Daten) | Das Naturschutzreservat Einsiedler Heide besteht seit 1996. Die Naturschönheit des Gebiets um diesen Nebengipfel ist schon im Namen zutreffend beschrieben, denn „planý“ bedeutet „wild“. Bis ins erste Viertel des 20. Jahrhunderts wurde hier Serpentinit abgebaut. Die Reste der alten Steinbrüche wurden aber längst wieder von einer Pflanzengesellschaft zurückerobert, die sich auf diesen Untergrund spezialisiert hat. Der größte Teil des Reservats wird von alten Serpentinit–Kiefer–Beständen bedeckt. Dazwischen wächst Gemeiner Wacholder (Juniperus communis) und neben verschiedenen Streifenfarnen (Asplenium), unter anderem der Braunstielige Streifenfarn (Asplenium trichomanes), kommen Schneeheide, Berg-Segge (Carex montana), Zwergbuchs (Polygala chamaebuxus) und eine Unterart der Acker-Witwenblume (Knautia arvensis subsp. serpentinicola) vor. (GPS-Daten) |
| Mokřady pod Vlčkem | Die Feuchtwiese unter dem Vlček wurde im Dezember 1995 als Naturschutzgebiet bekannt gegeben. Es liegt nahe unter dem Gipfel, südlich von Prameny und gehört zu den größten nichtbewaldeten Feuchtgebieten im zentralen Teil des Kaiserwaldes. Es wird von Wiesen, Moorstellen, kleinen Teichen und Bächlein geprägt und ist von Fichtenwald auf schlammigen Boden umgeben. Auch hier strömt, wie beim Stinker an Mofetten Kohlenstoffdioxid aus. (GPS-Daten) Das Bild rechts zeigt das Logo des Naturschutzgebiets Slavkovský les. | |

Im Jahr 2008 wurden die einzelnen Biotope und einige andere Sehenswürdigkeiten im Nordteil des Bergrückens durch den Lehrpfad „Mnichovské hadce“ (übersetzt Einsiedler Schlangensteine) miteinander verbunden. Auf Schautafeln werden ausführliche Beschreibungen und wissenswerte Informationen zu den folgenden Orten angeboten.
| Pluhův bor                 | Die Pflug’sche Heide wurde 1970 als Biotop eingerichtet, um ebenfalls die typischen Pflanzengemeinschaften zu schützen, die auf dem Serpentinboden leben. Unter den seltenen und geschützten Pflanzen ist vielleicht das Mierenblättriges Hornkraut (Cerastium alsinifolium) besonders hervorzuheben. Es ist eine endemische Art und kommt nur hier und, ganz in der Nähe, auf der „Raušenbašská lada“ (dt. Rauschenbacher Heide), zwischen Sangerberg und Einsiedel vor. Weiter erwähnenswert sind eine ganze Reihe von Orchideen, die Heidelbeer-Weide (Salix myrtilloides), die Karnivoren Gemeines Fettkraut und Rundblättriger Sonnentau sowie die Arnika (Arnica montana), das Symbol des Naturschutzgebiets Kaiserwald. Die hier typischen Tierarten sind Rothirsch (Cervus elaphus), Wildschwein (Sus scrofa), Reh (Capreolus capreolus) und einige fleischfressende Marderarten (Mustelidae). Bemerkenswert ist auch, dass sich hier das westlichste Vorkommen des Europäischen Ziesels (Spermophilus citellus) befindet. Vertreter der Vogelwelt sind Birkhuhn (Tetrao tetrix), Auerhuhn (Tetrao urogallus) und Schwarzstorch (Ciconia nigra). (GPS-Daten) |
| Dominova skalka            | Der 757 Meter hohe Domin-Felsen wurde im März 1989 zum Naturdenkmal erklärt und nach dem tschechischen Botaniker Karel Domin benannt, der um 1900 die Flora des Kaiserwaldes erforschte. In der Umgebung sind viele seltene und geschützte Pflanzenarten vertreten und sie stellt die bestentwickelte Serpentinit-Gesellschaft des Kaiserwaldes dar. Neben Heidekraut (Erica) und Buchs-Kreuzblume (Polygala chamaebuxus) gedeihen hier auch Rautenfarne (Botrychium), Augentrost (Euphrasia) und das kritisch bedrohte Sudeten-Labkraut (Galium sudeticum). Zwischen Gräsern und Steinen finden auch seltene Insektenarten ihren Lebensraum, so zum Beispiel die Feldheuschrecke (Acrididae) oder Schmetterlinge wie Schwalbenschwanz (Papilio machaon) und der Große Schillerfalter (Apatura iris). (GPS-Daten) |
| Tři Křížky                 | Das Gebiet um die Drei Kreuze wurde am 22. Dezember 1962 vom Umweltministerium der damaligen Tschechoslowakei als „Nationales Naturwunder“ ins Leben gerufen. Es liegt getrennt durch den Dlouhá stoka (deutsch Flößgraben), einem 24 km langen künstlichen Kanal, der einer natürlichen Bruchlinie folgt am Fuß des Wolfkamms und gehört, wie auch die darunterliegende Trollwiese, nicht mehr zu dieser geomorphologischen Einheit. Einer Erzählung zufolge wurden die Kreuze auf dem Gipfel zum Dank für die Genesung dreier Brüder von einer schlimmen Krankheit errichtet. Anfang Frühling wird das Naturdenkmal von den blühenden Büschen der Glocken-Heide in kräftiges Bordeauxrot getaucht. Leider ist der Zugang zum gesamten Gebiet untersagt und so auch die vielversprechende Aussicht vom Gipfel. (GPS-Daten) |
| Upolínová louka pod Křížky | Die Trollblumenwiese unter den Kreuzen genießt wie das benachbarte Biotop „Tři Křížky“ den Status als nationales Naturdenkmal und ist ein gutes Beispiel für die Sumpfwiesengesellschaften des Kaiserwaldes. Namensgebend ist die Trollblume (Trollius europaeus). Außer dieser bedrohten Art blühen hier auf 800 Meter Meereshöhe mehrere Orchideenarten wie z. B. der Korallenwurz (Corallorhiza trifida) und andere, die mehrheitlich zu den Knabenkräutern gezählt werden. Des Weiteren gedeiht hier das Sumpf-Läusekraut (Pedicularis palustris), das fleischfressende Gemeine Fettkraut (Pinguicula vulgaris) und die Sibirische Schwertlilie (Iris sibirica). Die Tierwelt wird von Reptilien und Amphibien vertreten wie Kreuzotter (Vipera berus), Schlingnatter (Coronella austriaca), Blindschleiche (Anguis fragilis), verschiedenen Eidechsenarten (Lacertidae) und Bergmolch (Ichthyosaura alpestris). Die Wiese wird von vielen unterschiedlichen Insekten bevölkert, darunter der Hochmoorgelbling (Colias palaeno), eine stark bedrohte Schmetterlingsart. Der Ort war früher ein wichtiger Balzplatz des Birkhahns, der hier bis heute in Restbeständen vorkommt. Nun ist sie mehr für die Lebensbedingungen von anderen Vögeln bestimmend, wie z. B. Wachteln (Coturnix coturnix) und Wachtelkönig (Crex crex), die hier auch nisten. Der Schwarzstorch, der hier ein wertvolles Jagdrevier besitzt, nistet jedoch wie auch der Schwarzspecht (Dryocopus martius) im nahegelegenen Wald. (GPS-Daten) |

## Geschichte

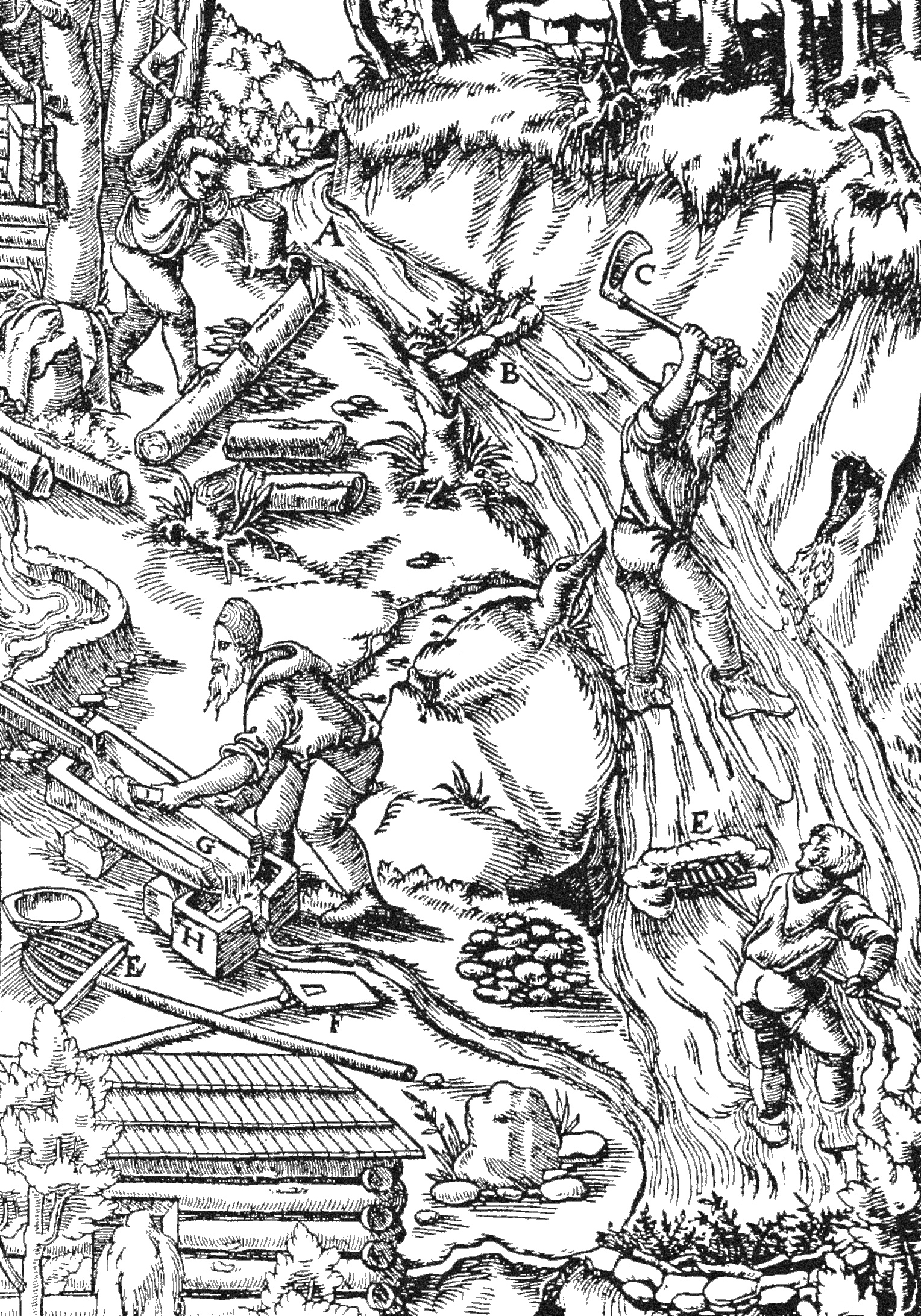
Bergleute beim Zinnseifen
Holzschnitt aus der De re metallica

Die Geschichte der Landschaft um den Wolfsstein geht angeblich bis auf die Bronzezeit zurück, als man begann, die Zinnlagerstätten auszubeuten. Zuverlässig nachgewiesen ist die Förderung jedoch erst für das 9. und 10. Jahrhundert. Im 14. Jahrhundert wurde Prameny als Bergbausiedlung gegründet. Von der Bedeutung des Ortes zeugen noch heute so bezeichnete Reithalden, zu denen das taube Gestein aufgeschüttet wurde, das dann liegen blieb.
Die Mineralwasserquelle in der Nähe ermöglichten später einen Badebetrieb, der 1822 von Goethe besucht wurde. 1872 wurde das Elisabeth-Bad eröffnet. Die wichtigsten Brunnen für den Kurbetrieb waren die Rudolphquelle, die Giselle-Quelle und die Vincenz-Quelle.

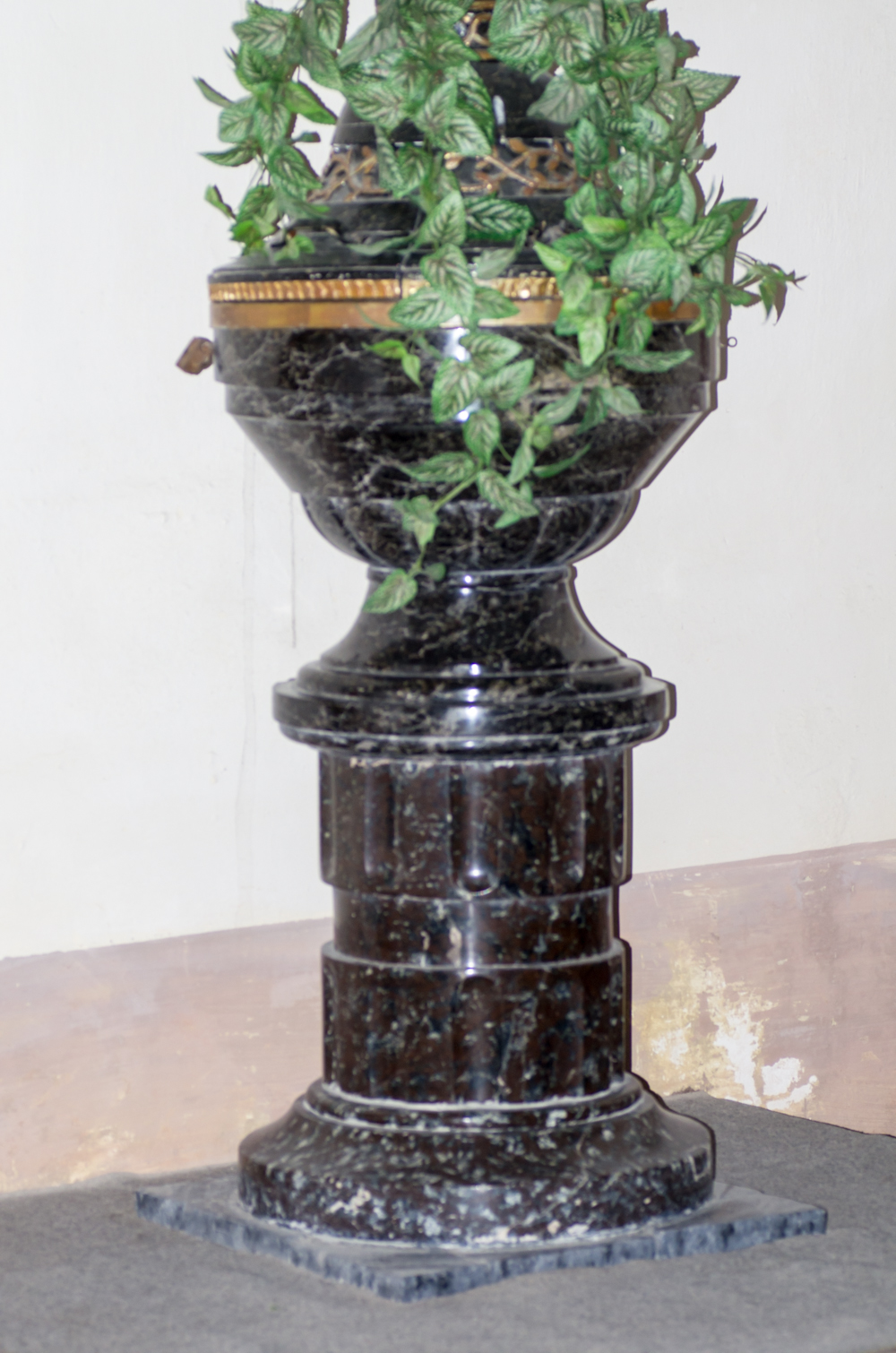
Taufbecken aus Serpentin der Kirche Peter und Paul in Mnichov

In der ersten Hälfte des 19. Jahrhunderts fing man mit dem Abbau des hiesigen Serpentinitgesteins am Planý vrch an. Es ist ein dichtes, je nach Lagerstätte in unterschiedlichen farblichen Varietäten auftretendes Gestein, das von zahlreichen grünlichen Asbestäderchen und rötlichen Flecken aus Bronzit durchzogen ist. Die Farbskala reicht von Schwarz, Schwarz-grün über Schwarz-braun bis Dunkelgrün. In Farbe und Textur erinnert es an Schlangenhaut und war besonders mit polierter Oberfläche in der damaligen Zeit als sogenannter „Einsiedler Schlangenstein“ (tschechisch Český hadec) sehr beliebt.
Entlang des Mlýnský potok (dt. Mühlbach) in Mnichov gab es von 1834 bis 1904 zahlreiche Schleifereien, die das Material zu kleineren Gebrauchs- und Dekorationsgegenständen, Tisch- und Grabplatten verarbeiteten. Weitere Verwendung fand der dekorative Werkstoff bei der Herstellung von Bauelementen wie Säulen, Gesimsen und Balustraden.
Unter dem Gipfel stand seit 1911 ein Ausflugslokal, das kurz nach dem Zweiten Weltkrieg bis auf die Grundmauern abbrannte. Das „Café Wolfsstein“ bot seinen Gästen zu jeder Jahreszeit touristische Attraktionen. Im Winter gab es eine Skipiste, eine Bob- und Rodelbahn sowie eine 15-Meter-Sprungschanze. Im Sommer konnten die Kurgäste die Forellenteiche der hauseigenen Fischzucht in Sangerberg als Freibad nutzen.
Nach 1945 wurde der Truppenübungsplatz Prameny angelegt und in der Nähe des ehemaligen Cafés ein Munitionslager errichtet. Das Truppenlager wurde schon in den 1950er Jahren wieder aufgelöst und nach Doupov (dt. Duppau) verlegt, militärisch wurde das Munitionslager noch bis 1996 von der Garnison in Velká Hleďsebe (dt. Groß Sichdichfür) genutzt.

## Bilder

### … von Pflanzen

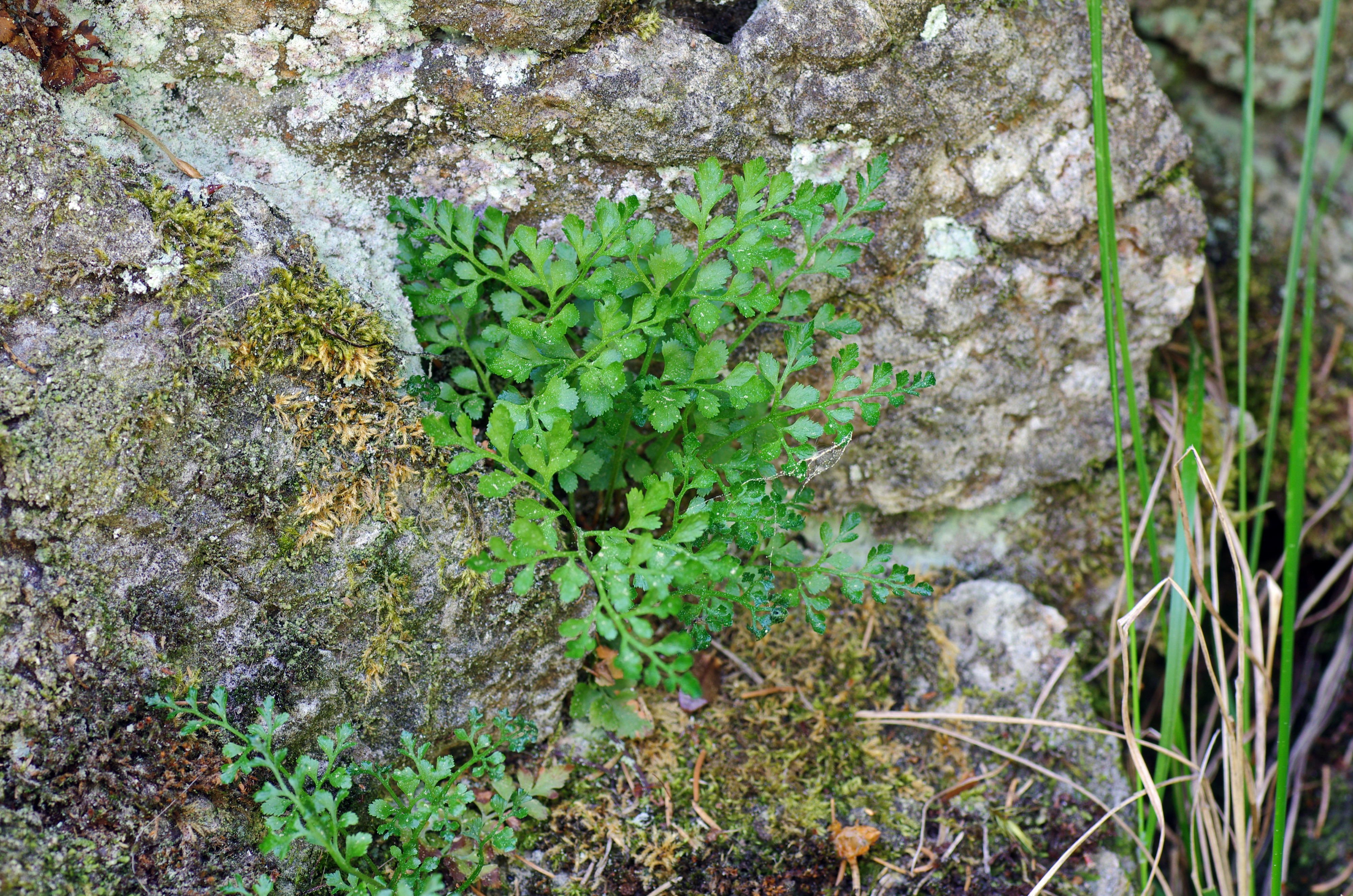
Streifenfarn in einer Serpentin Felsspalte
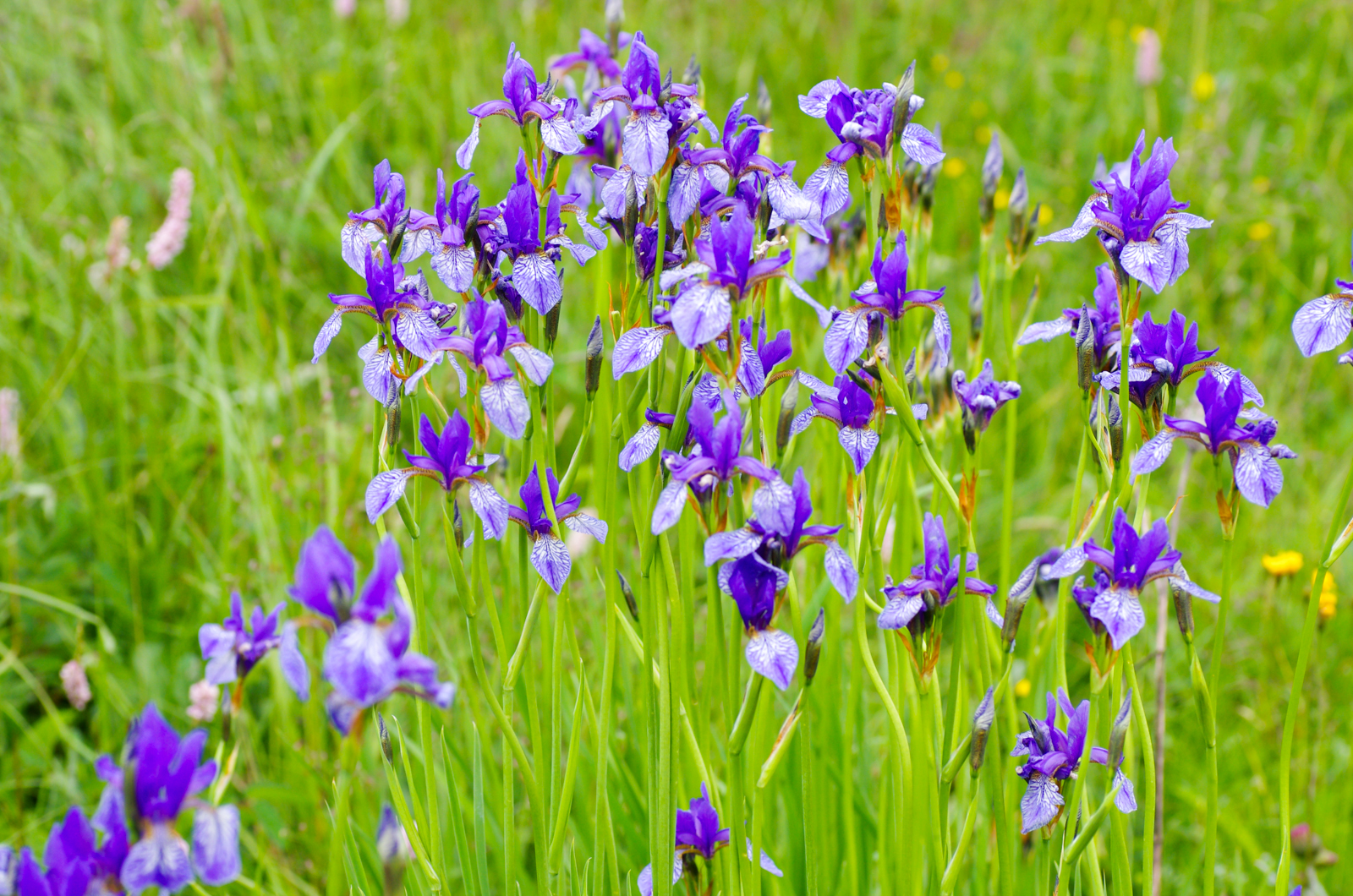
Sibirische Iris
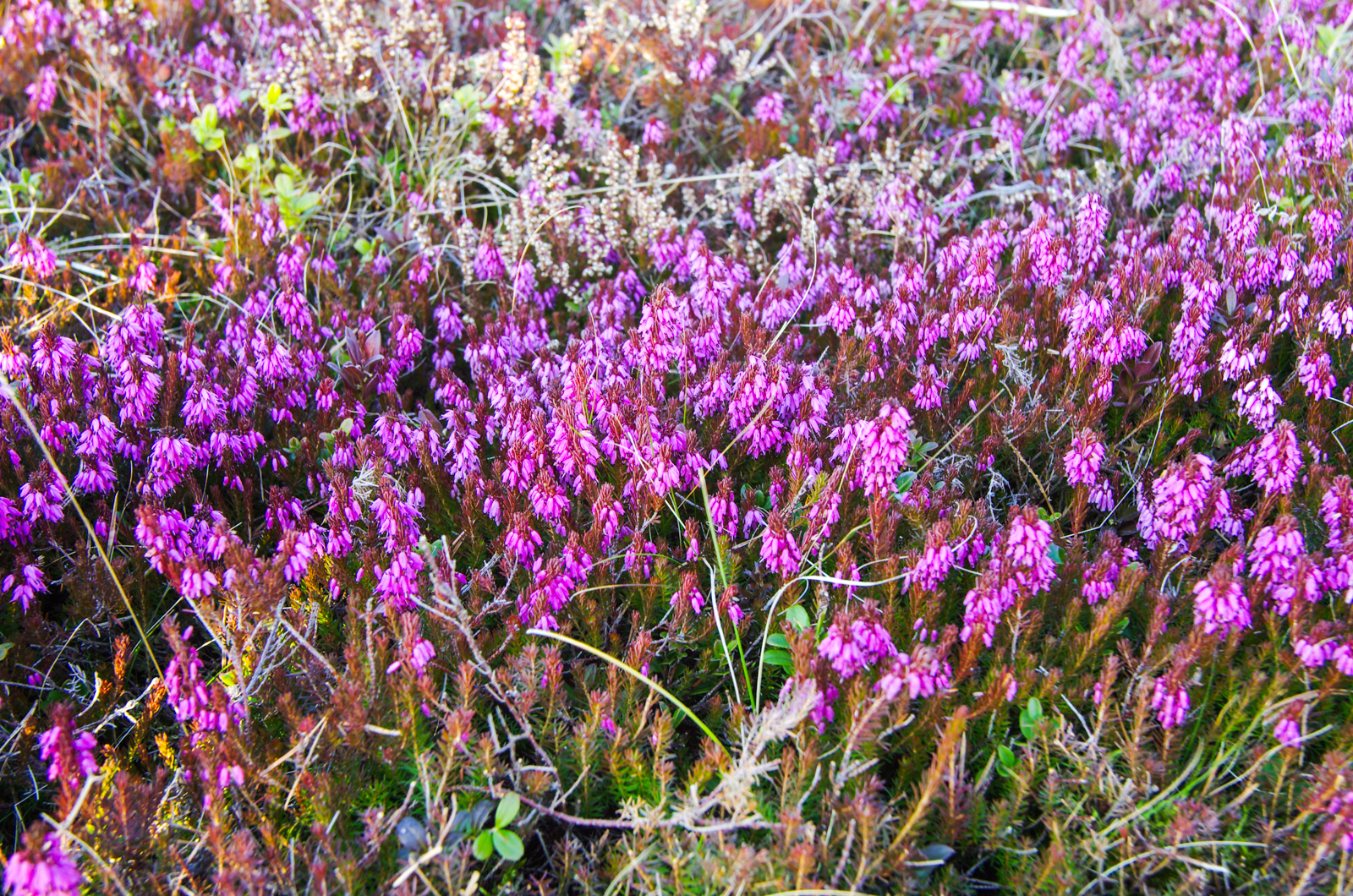
Schneeheide bei den Tři Křížky
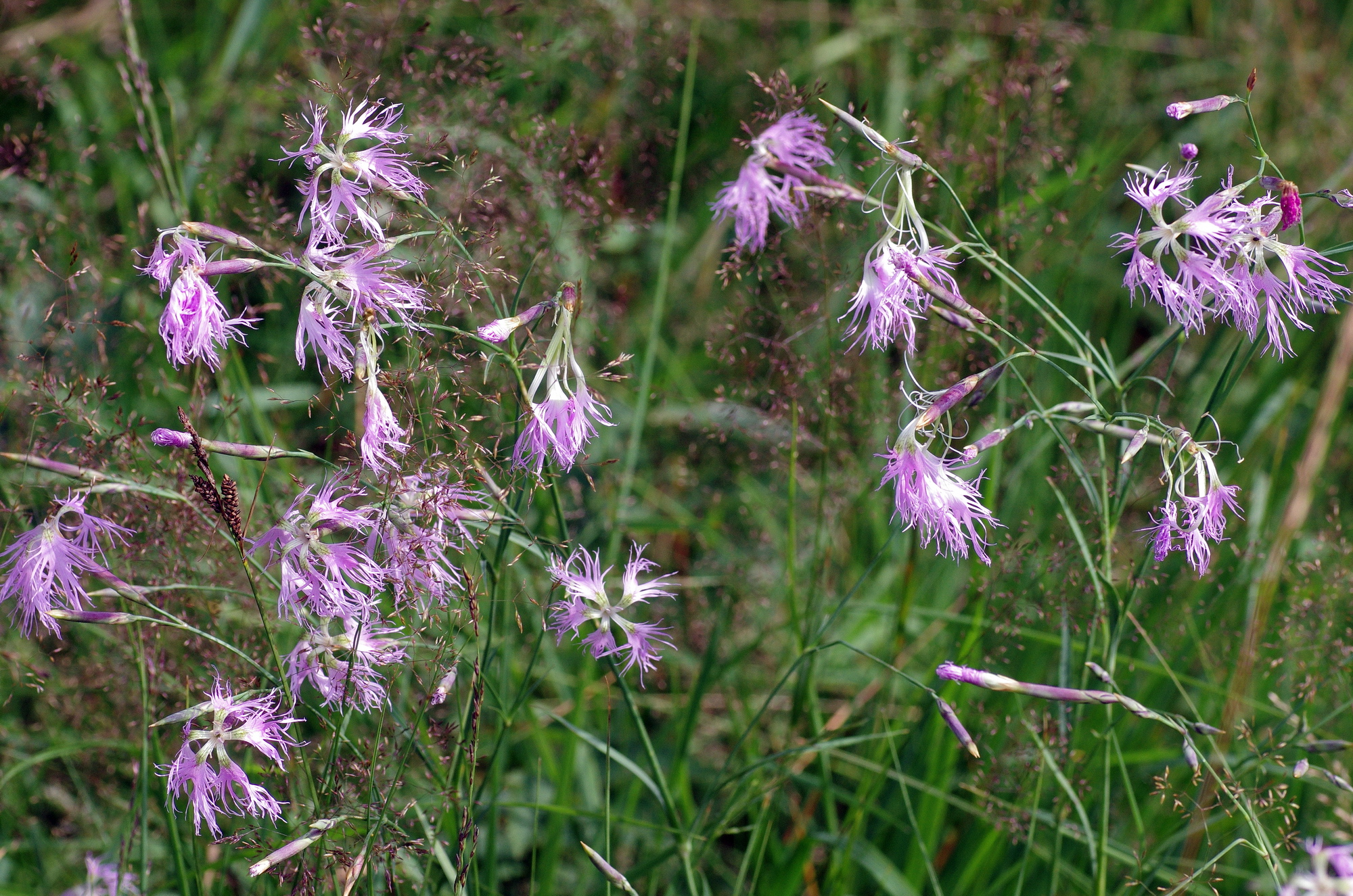
Prachtnelke (Dianthus superbus)
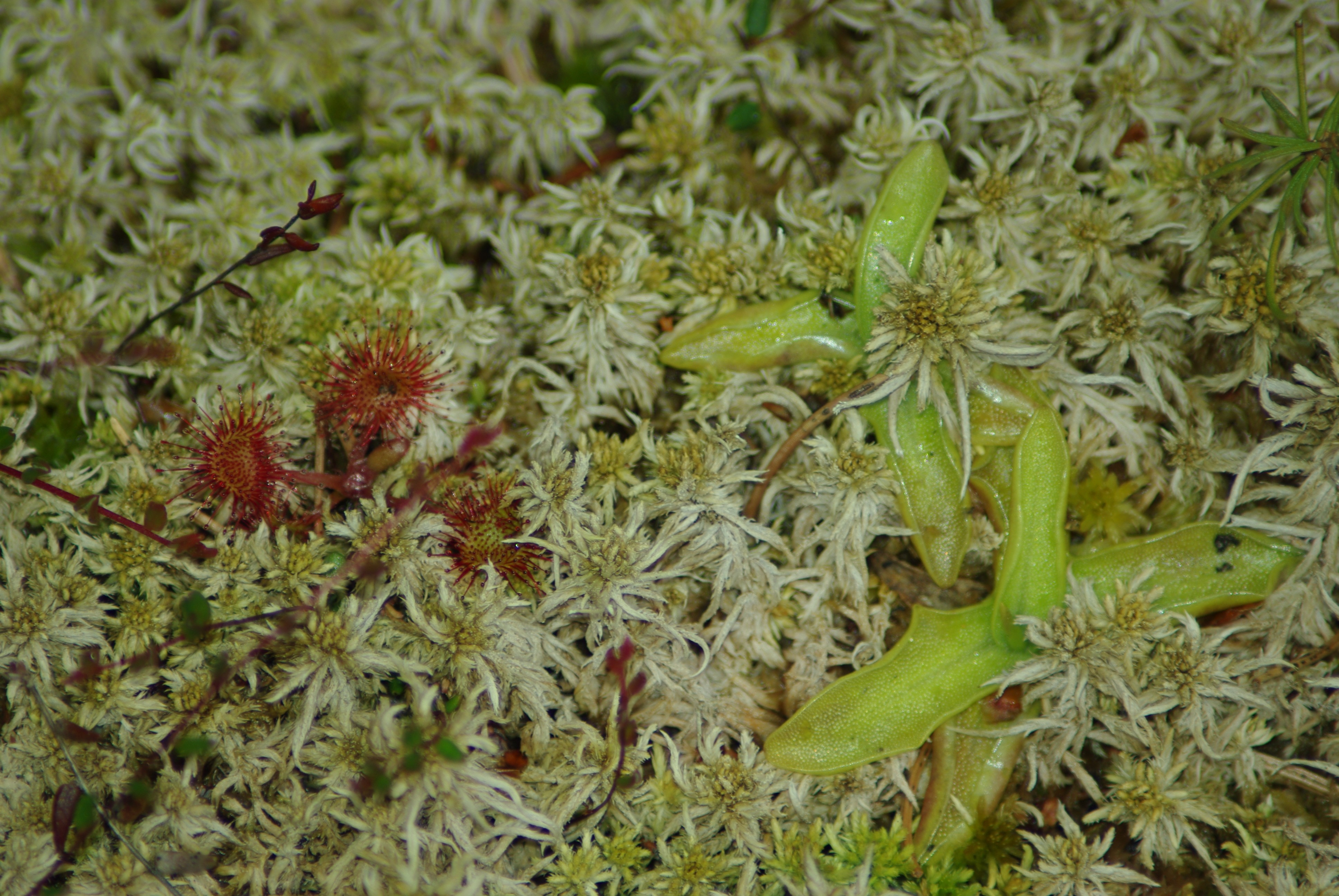
Sonnentau und Fettkraut

### … von Tieren

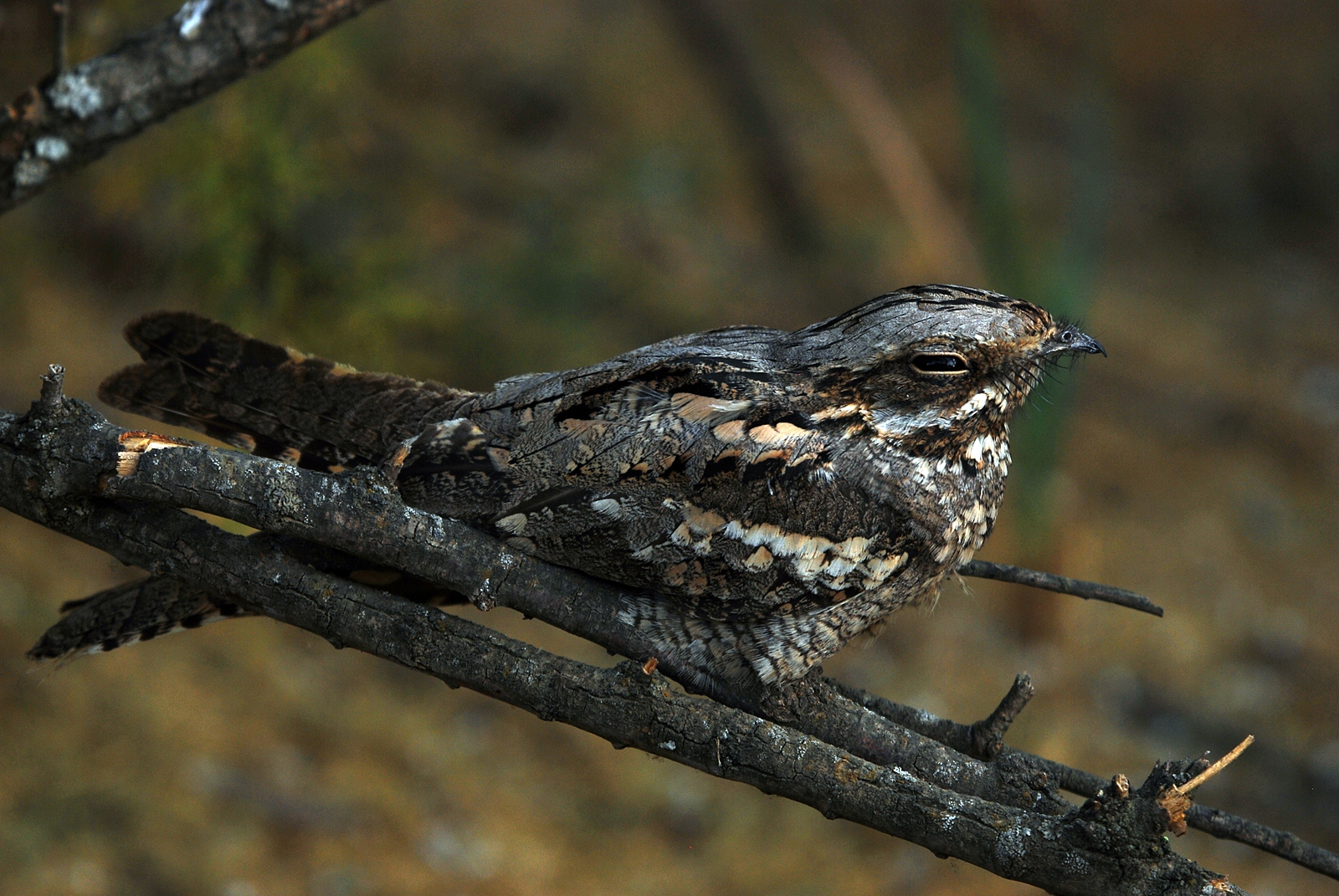
Ziegenmelker
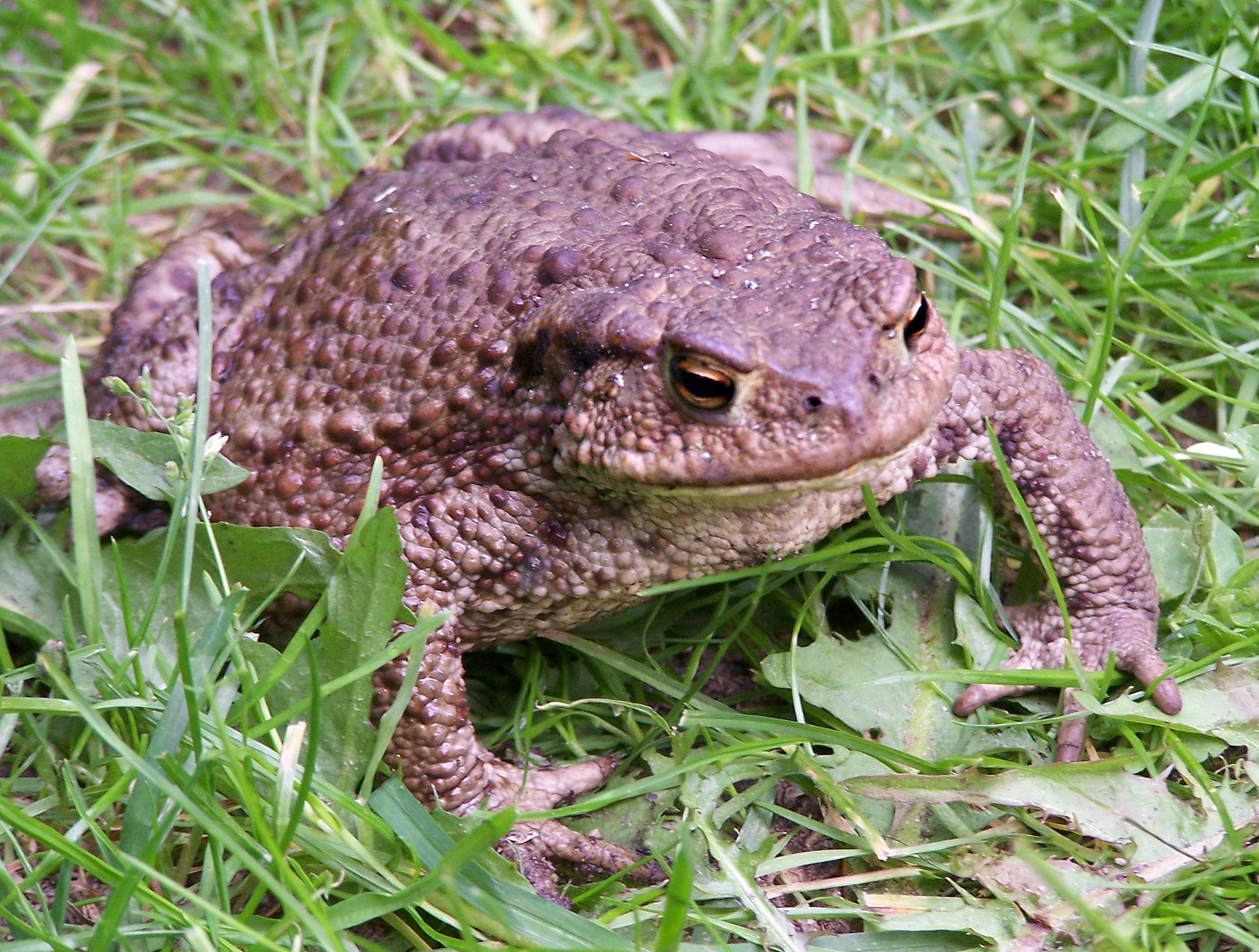
Erdkrötenweibchen
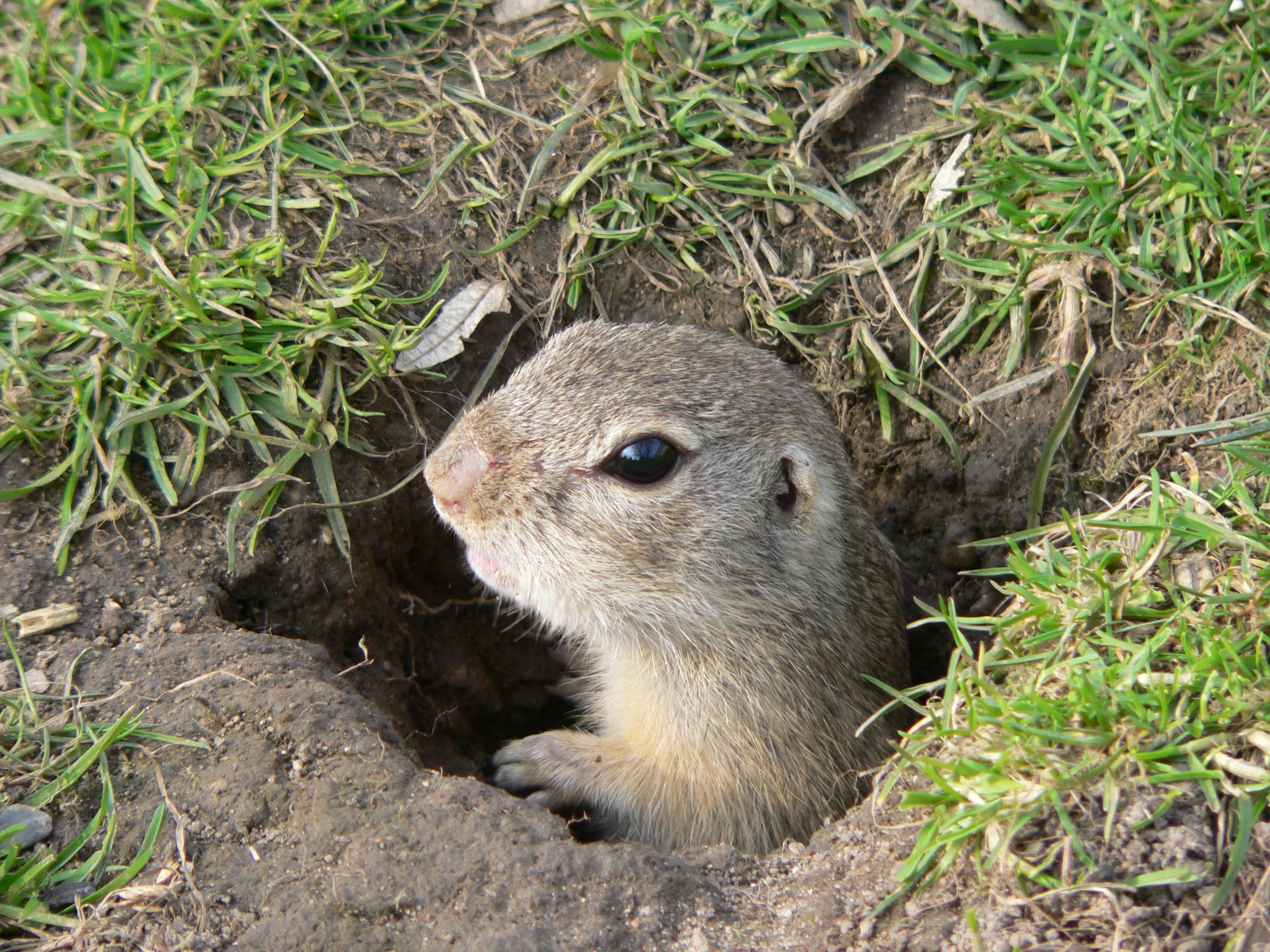
Europäischer Ziesel
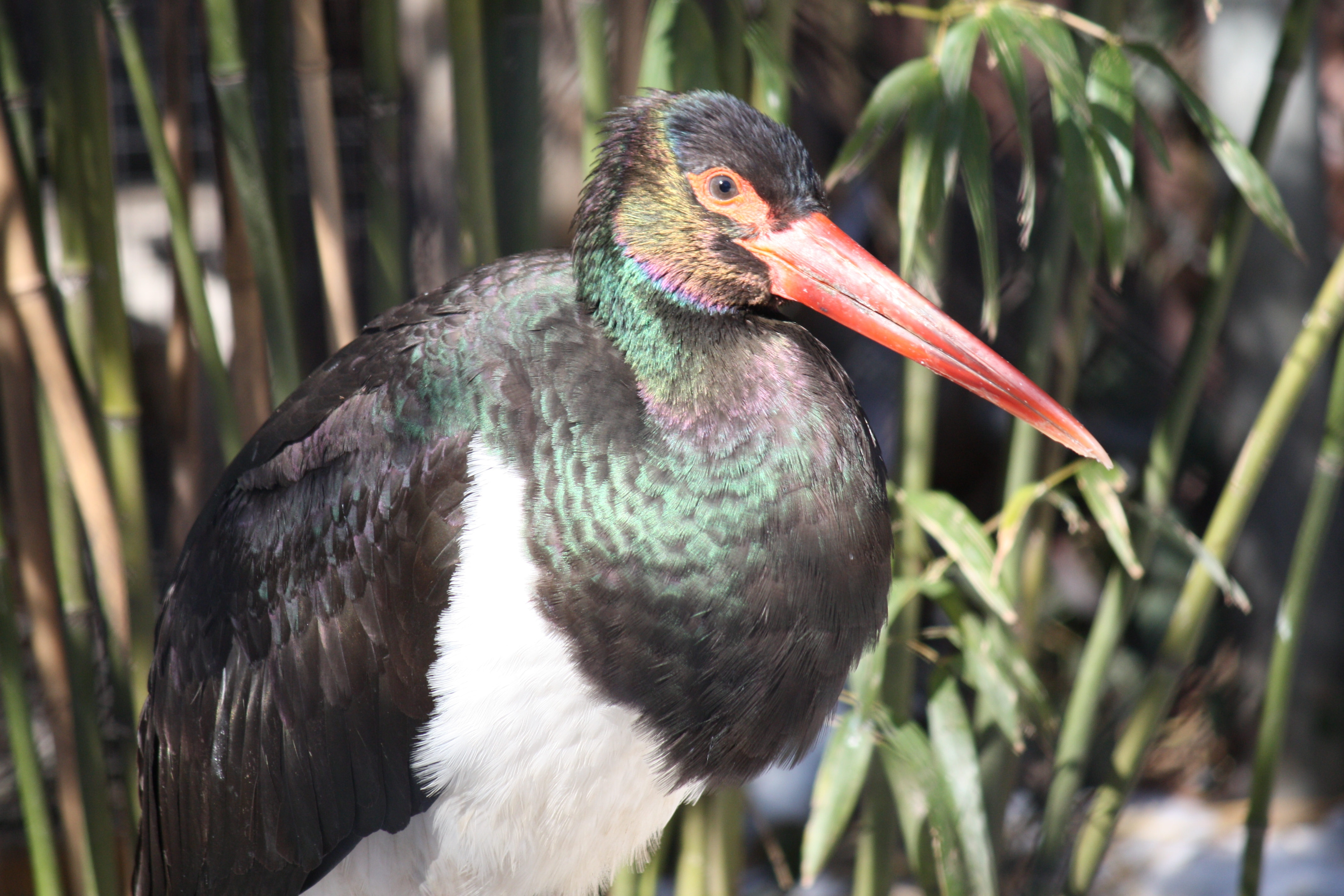
Schwarzstorch
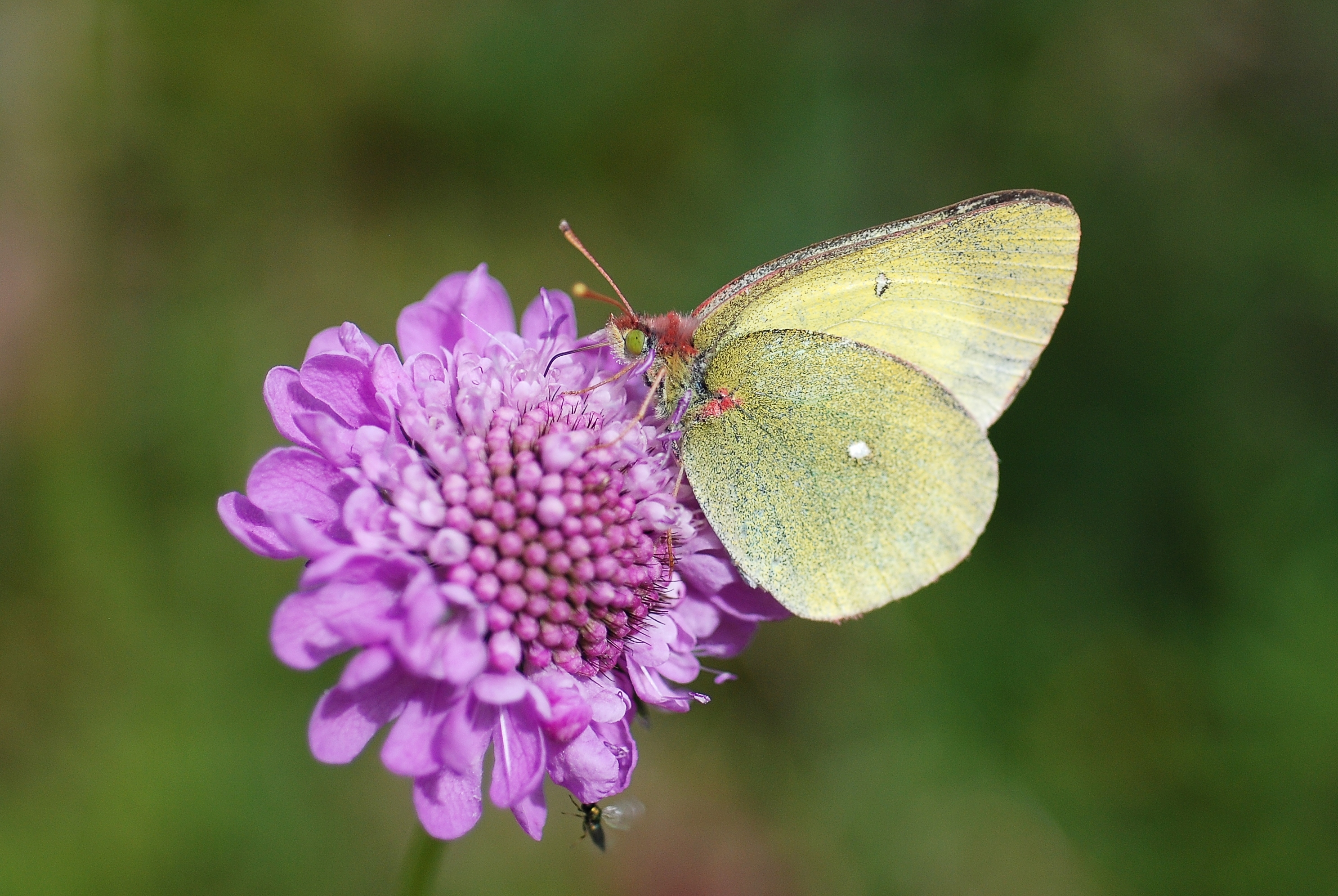
Hochmoorgelbling

### … und aus der Umgebung

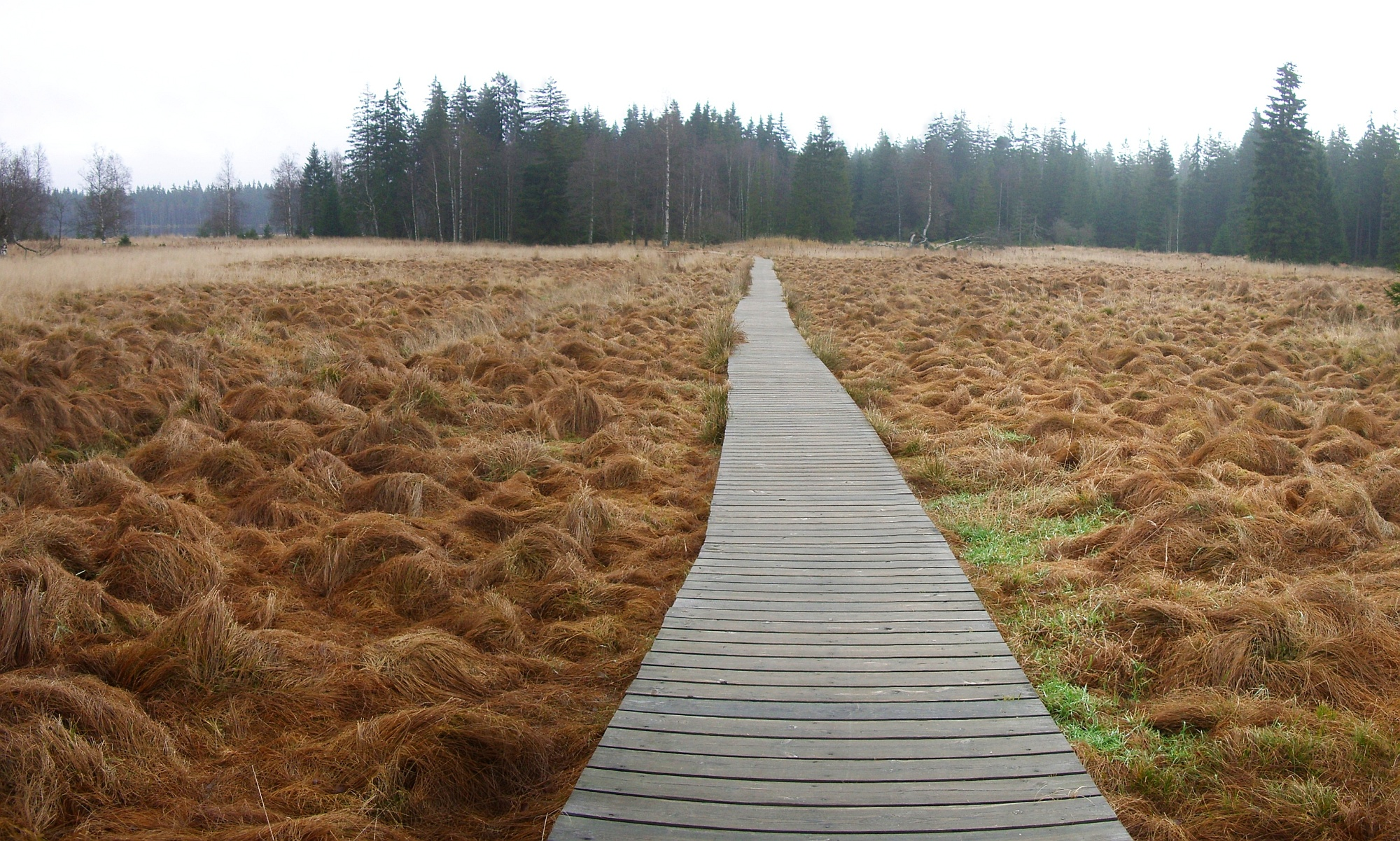
Pfad durch das Glatzener Moor
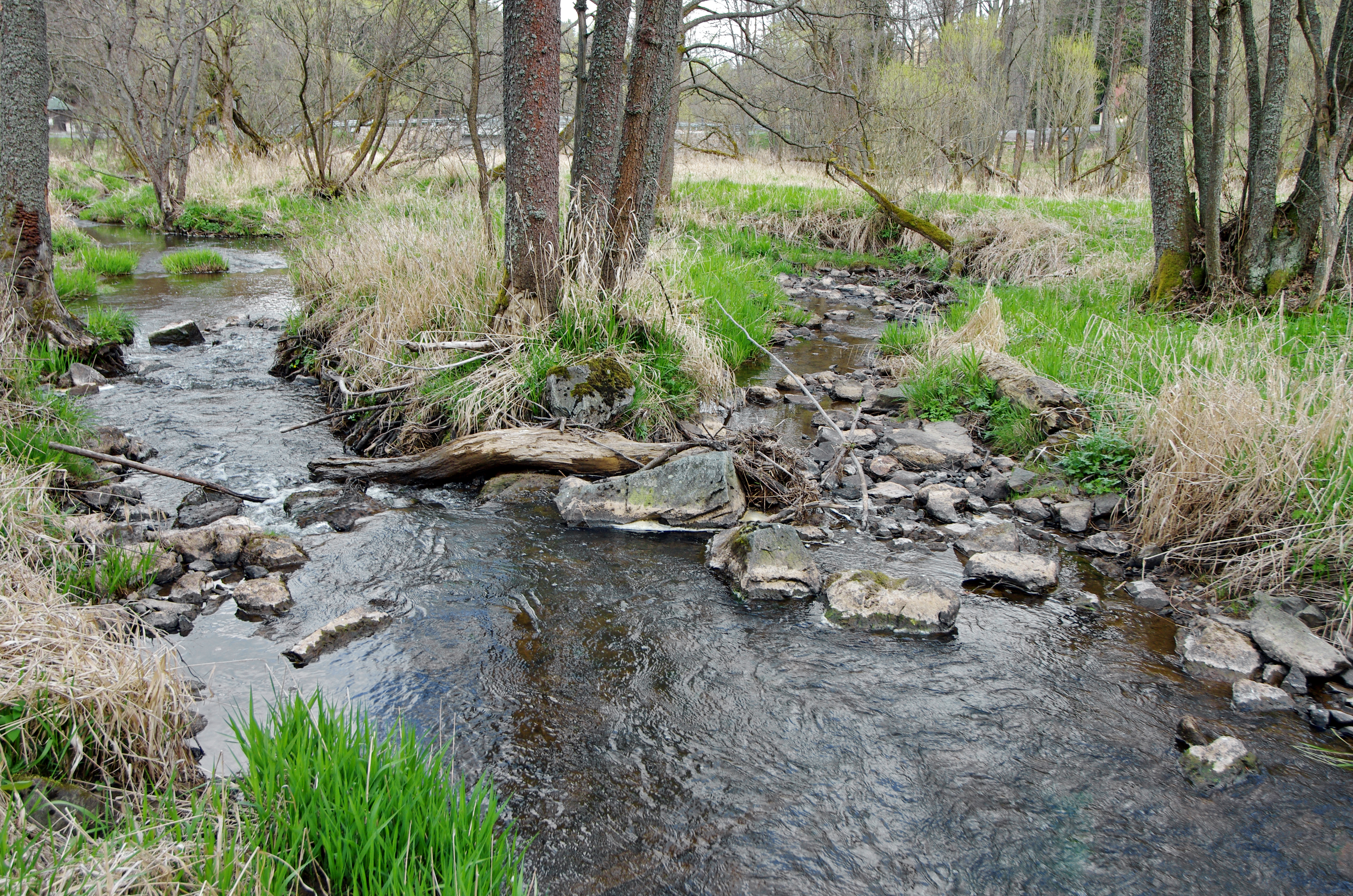
Mnichovský potok
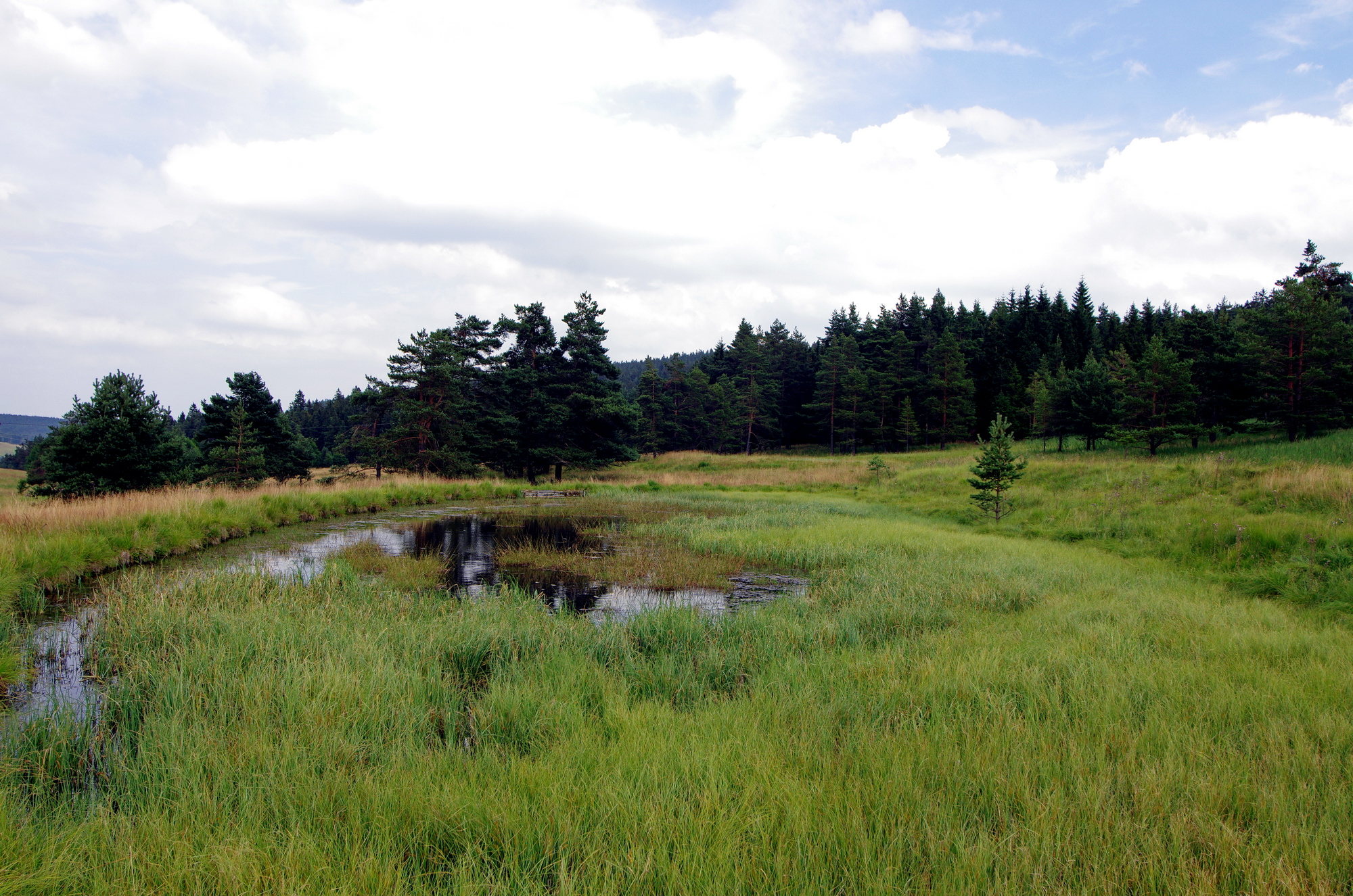
Kleiner Teich im Gebiet Mokřady
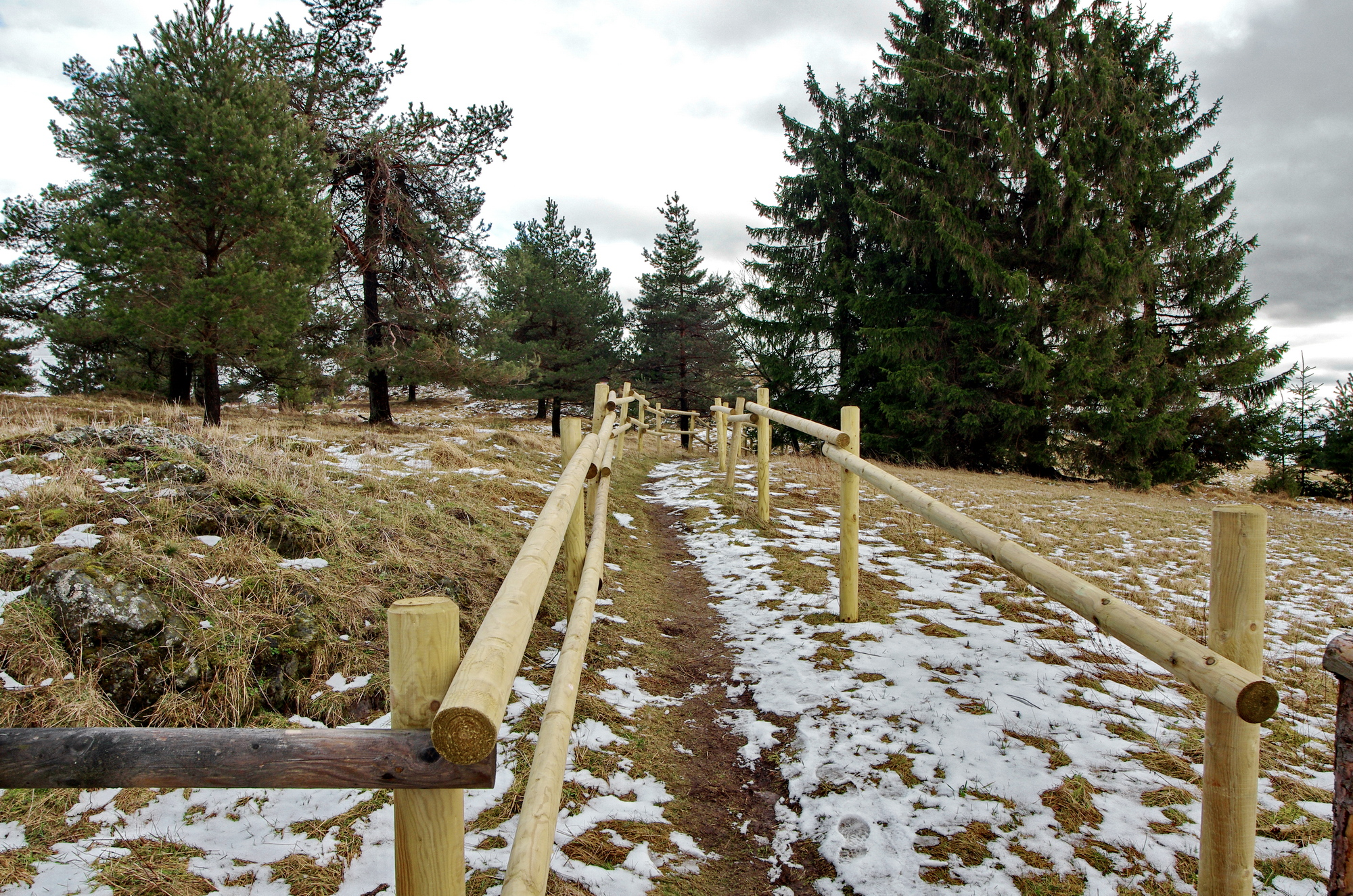
Eingezäunter Fußweg bei den Tři Křížky
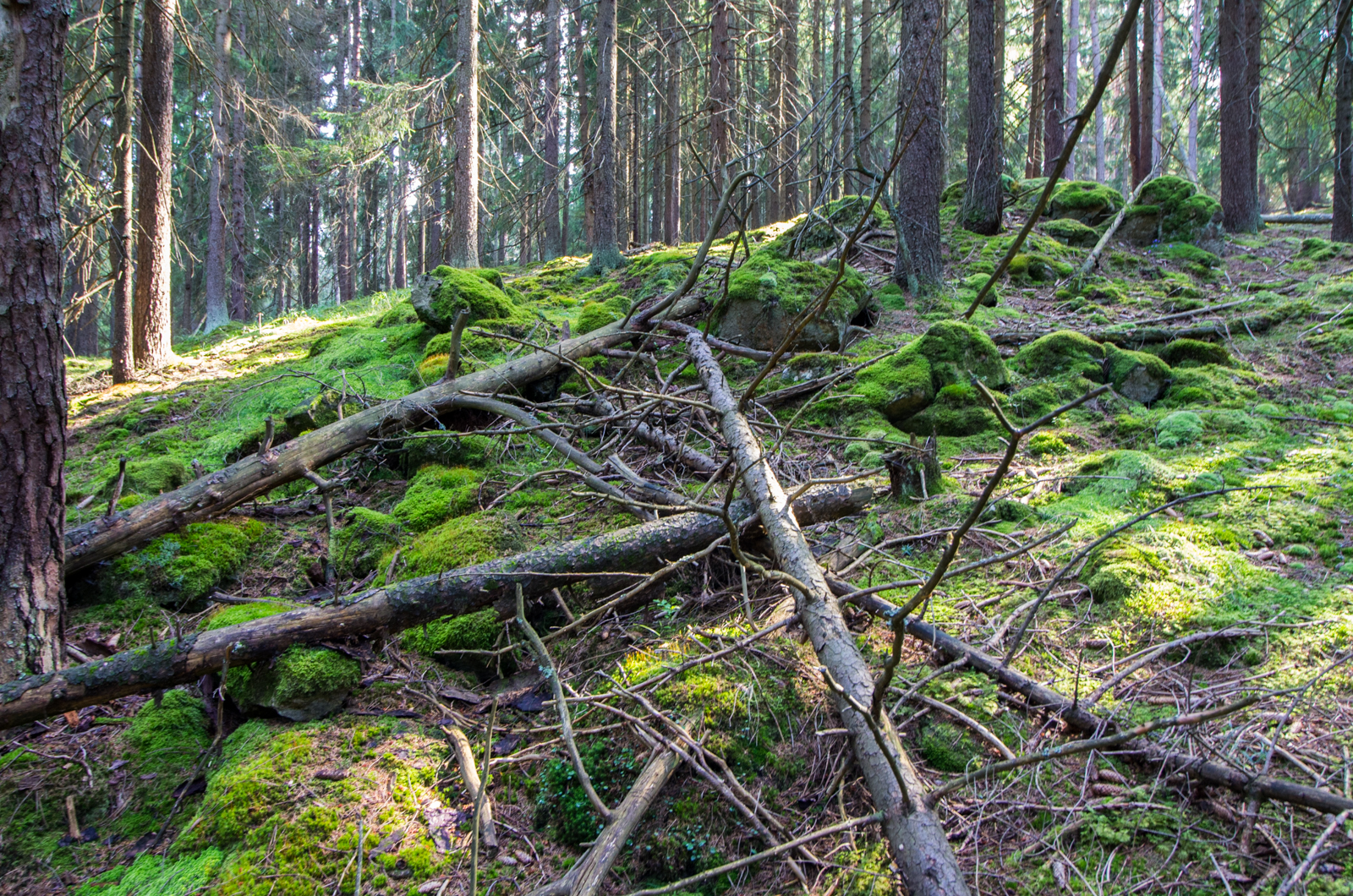
Totholz im Pluhův bor